# Barajul Văsălatu
Barajul Văsălatu (sau Baciu) este un lac de acumulare aflat pe râul Doamnei.